# Batalha de Konzer Brucke
A Batalha de Konzer Brucke (também: Consaarbrück) foi travada como parte da Guerra Franco-Holandesa em 11 de Agosto de 1675 e resultou em uma vitória imperial.

## Prelúdio
Em 1675, Montecuccoli e Turenne estavam manobrando entre Philippsburg e Strassburg em busca de vantagem, cada um procurando cobrir seu próprio país e viver do inimigo. Finalmente Turenne prevaleceu e colocou os imperialistas em desvantagem no Sasbach, onde, na abertura da ação, foi morto por um tiro de canhão (27 de julho).
Devastados pela perda de seu comandante, os franceses renderam rapidamente todas as suas vantagens, e Montecucculi seguiu bruscamente sua retirada e os conduziu sobre o Reno e quase até os Vosges.
Ao mesmo tempo, as forças imperiais sob Carlos IV, duque de Lorena, estavam sitiando Trier, que Turenne havia tomado no outono de 1673.

## A batalha
Créquy foi enviado com 15 000 homens e 11 armas para socorrer a cidade. Eles foram parados na ponte sobre o rio Saar em Konz.
Os imperialistas enviaram uma força sob o comando de Ottone Enrico Del Carretto, marquês de Grana, para ocupar o que hoje é conhecido como Grana-Heights. Outra força cruzou a ponte em Konz e uma terceira força cruzou o rio sobre uma ponte flutuante. Eles atacaram o acampamento francês e uma batalha indecisa durou três horas. Então Ottone de Grana atacou seu flanco direito no momento certo e os franceses fugiram do campo de batalha, deixando para trás todas as suas armas e carroças. Os alemães perseguiram os franceses por mais de 50 quilômetros.
Créquy chegou a Trier para assumir o comando, mas foi forçado a se render em 9 de setembro.
No campo de batalha, um memorial Grana foi erguido em 1892 sob Guilherme II, não honrando Ottone de Grana, mas glorificando a Alemanha unificada.